# Lamprosema apygalis
Lamprosema apygalis là một loài bướm đêm trong họ Crambidae.